# Poolverwantschap (kegelsnede)
In de vlakke meetkunde,  een deelgebied van de wiskunde, beschrijft poolverwantschap ten opzichte van een kegelsnede een wederkerige relatie tussen punten, de polen, en lijnen, de poollijnen. Die relatie is invariant voor elke projectieve transformatie van het vlak.

## Pool en poollijn

is poollijn van, van en van

Bij een gegeven een punt {\displaystyle P} en een gegeven kegelsnede {\displaystyle K} wordt de lijnenbundel door {\displaystyle P} bekeken, en meer specifiek de lijnen uit die lijnenbundel die {\displaystyle K} snijden. Op deze lijnen wordt de harmonische verwante van {\displaystyle P} gekozen bij de snijpunten met {\displaystyle K}. Deze harmonische verwanten zijn collineair; de dragende lijn {\displaystyle p} heet de poollijn van {\displaystyle P}. Andersom heet het punt {\displaystyle P} de pool van {\displaystyle p}. Deze definitie blijft geldig als de kegelsnede ontaard is in snijdende of evenwijdige rechten. Elke rechte kan beschouwd worden als poollijn van een dubbelpunt van een ontaarde kegelsnede.

## Eigenschappen

is poollijn van, en van

- De poollijn {\displaystyle p} van een punt {\displaystyle P} dat gelegen is op een lijn l, gaat door de pool {\displaystyle L} van l.
- De pool {\displaystyle L} van een lijn l die gaat door een punt {\displaystyle P}, ligt op de poollijn {\displaystyle p} van {\displaystyle P}.
- Als {\displaystyle P} op de poollijn van {\displaystyle L} ligt, dan ligt {\displaystyle L} op de poollijn van {\displaystyle P}.
- Ligt het punt {\displaystyle M} op de kegelsnede {\displaystyle K}, dan is de poollijn {\displaystyle m} van {\displaystyle M} de raaklijn in {\displaystyle M} aan {\displaystyle K}.
- Zijn uit een punt {\displaystyle P} twee raaklijnen mogelijk aan een kegelsnede, dan is de poollijn van {\displaystyle P} de drager van de raakkoorde (het lijnstuk dat beide raakpunten verbindt).
- Als een punt {\displaystyle M} op zijn eigen poollijn ligt, dan ligt {\displaystyle M} op de kegelsnede.
- Als {\displaystyle P} niet het dubbelpunt is van een ontaarde kegelsnede {\displaystyle K}, dan gaat de poollijn van {\displaystyle P} door elk dubbelpunt van {\displaystyle K}.
- Iedere rechte heeft bij een niet-ontaarde kegelsnede juist één pool.
- Als {\displaystyle K} een cirkel is met middelpunt {\displaystyle M}, dan is de poollijn van {\displaystyle P} de lijn loodrecht op MP door het inverse punt van het punt {\displaystyle P}.

## Pooldriehoek

De diagonaaldriehoek PQR van de volledige vierhoek ABCD is een pooldriehoek van de ellips.

Een driehoek waarvan elke zijde de poollijn is van het overstaande hoekpunt ten opzichte van een kegelsnede {\displaystyle K}, heet een pooldriehoek van {\displaystyle K} en de kegelsnede een poolkegelsnede van de driehoek (zie de figuur rechts).

Is een volledige vierhoek ingeschreven in een niet-ontaarde kegelsnede {\displaystyle K}, dan is zijn diagonaaldriehoek een pooldriehoek van {\displaystyle K}.

## Vergelijking van de poollijn van een punt t.o.v een kegelsnede met een canonieke vergelijking
| soort kegelsnede | vergelijking kegelsnede                                                           | vergelijking poollijn van {\displaystyle P(r,s)}                                    |
| ---------------- | --------------------------------------------------------------------------------- | ----------------------------------------------------------------------------------- |
| Cirkel           | {\displaystyle x^{2}+y^{2}=R^{2}}                                                 | {\displaystyle rx+sy=R^{2}}                                                         |
| Ellips           | {\displaystyle \left({\frac {x}{a}}\right)^{2}+\left({\frac {y}{b}}\right)^{2}=1} | {\displaystyle \left({\frac {rx}{a^{2}}}\right)+\left({\frac {sy}{b^{2}}}\right)=1} |
| Hyperbool        | {\displaystyle \left({\frac {x}{a}}\right)^{2}-\left({\frac {y}{b}}\right)^{2}=1} | {\displaystyle \left({\frac {rx}{a^{2}}}\right)-\left({\frac {sy}{b^{2}}}\right)=1} |
| Parabool         | {\displaystyle y^{2}=2px}                                                         | {\displaystyle sy=p(x+r)}                                                           |

## Coördinaten van de pool van een lijn t.o.v een kegelsnede met een canonieke vergelijking
| soort kegelsnede | vergelijking kegelsnede                                                           | Pool van de lijn {\displaystyle ux+vy+w=0}                                |
| ---------------- | --------------------------------------------------------------------------------- | ------------------------------------------------------------------------- |
| Cirkel           | {\displaystyle x^{2}+y^{2}=R^{2}}                                                 | {\displaystyle \left({\frac {-R^{2}u}{w}},\,{\frac {-R^{2}v}{w}}\right)}  |
| Ellips           | {\displaystyle \left({\frac {x}{a}}\right)^{2}+\left({\frac {y}{b}}\right)^{2}=1} | {\displaystyle (\left({\frac {-a^{2}u}{w}},\,{\frac {-b^{2}v}{w}}\right)} |
| Hyperbool        | {\displaystyle \left({\frac {x}{a}}\right)^{2}-\left({\frac {y}{b}}\right)^{2}=1} | {\displaystyle \left({\frac {-a^{2}u}{w}},\,{\frac {b^{2}v}{w}}\right)}   |
| Parabool         | {\displaystyle y^{2}=2px}                                                         | {\displaystyle \left({\frac {w}{u}},\,{\frac {-vp}{u}}\right)}            |

## Vergelijking van de poollijn van een punt t.o.v een kegelsnede met een algemene vergelijking
In een cartesisch coördinatenstelsel is de vergelijking van een kegelsnede van de vorm
{\displaystyle ax^{2}+2hxy+by^{2}+2gx+2fy+c=0}
De poollijn van het punt {\displaystyle P(r,s)} ten opzichte van die kegelsnede is de rechte {\displaystyle ux+vy+w=0} waarbij
{\displaystyle u=ar+hs+g,\quad v=hr+bs+f,\quad w=gr+fs+c}

## Pool van een rechte t.o.v een niet ontaarde kegelsnede met een algemene vergelijking
De coördinaten van de pool van de rechte met vergelijking {\displaystyle ux+vy+w=0} bij een niet-ontaarde kegelsnede met vergelijking 
{\displaystyle ax^{2}+2hxy+by^{2}+2gx+2fy+c=0}
kunnen als volgt worden bepaald. De getallen {\displaystyle p,q,r} worden berekend uit de volgende matrixvergelijking:
{\displaystyle {\begin{bmatrix}p\\q\\r\end{bmatrix}}={\begin{bmatrix}a&h&g\\h&b&f\\g&f&c\end{bmatrix}}^{-1}{\begin{bmatrix}u\\v\\w\end{bmatrix}}}
De pool is dan het punt met coördinaten {\displaystyle \left({\frac {p}{r}},\,{\frac {q}{r}}\right)}

## Vergelijking van een poollijn, afgeleid zonder harmonische verwanten

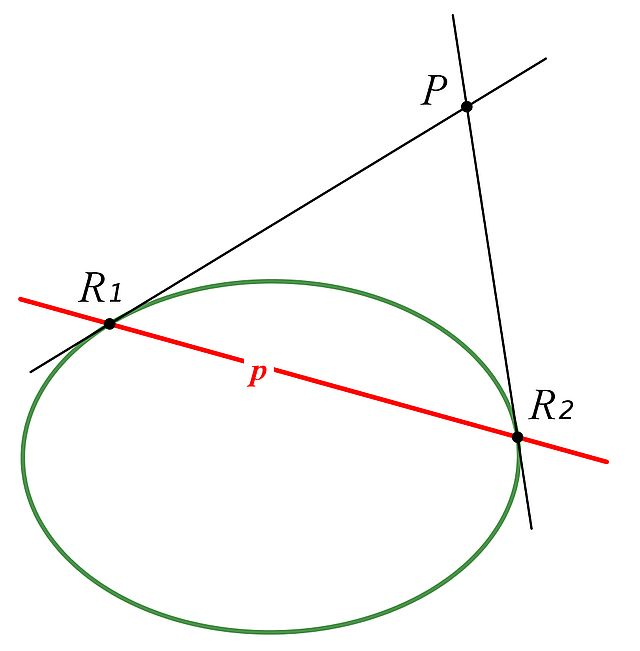
Poollijn van het punt bij een ellips

Gegeven is de ellips met vergelijking {\displaystyle b^{2}x^{2}+a^{2}y^{2}=a^{2}b^{2}}. Daarbij is het punt {\displaystyle P=(p,q)} gelegen buiten de ellips.
Is nu {\displaystyle PR_{1}} een raaklijn uit {\displaystyle P} aan de ellips, waarbij {\displaystyle R_{1}=(x_{1},y_{1})} het raakpunt is, dan is een vergelijking van die raaklijn:
{\displaystyle b^{2}x_{1}x+a^{2}y_{1}y=a^{2}b^{2}}
Omdat het punt {\displaystyle P} op deze lijn ligt, geldt de relatie:
{\displaystyle b^{2}x_{1}p+a^{2}y_{1}q=a^{2}b^{2}}
Bij de andere raaklijn uit {\displaystyle P} aan de ellips met {\displaystyle R_{2}=(x_{2},y_{2})} als raakpunt geldt overeenkomstig:
{\displaystyle b^{2}x_{2}p+a^{2}y_{2}q=a^{2}b^{2}}
Uit beide laatste relaties blijkt dat de coördinaten van de punten {\displaystyle R_{1},R_{2}} voldoen aan de vergelijking:
{\displaystyle b^{2}px+a^{2}qy=a^{2}b^{2}}
Aangezien dit een lineaire vergelijking is in {\displaystyle x} en {\displaystyle y}, is dit de vergelijking van de lijn door de punten {\displaystyle R_{1},R_{2}}: het is de vergelijking van de poollijn {\displaystyle p} van {\displaystyle P} bij de ellips. Het lijnstuk {\displaystyle R_{1}R_{2}} is de zogeheten raakkoorde bij {\displaystyle P}.
Dus:
- Ligt {\displaystyle P} buiten de ellips, dan is {\displaystyle b^{2}px+a^{2}qy=a^{2}b^{2}}, of ook {\displaystyle {\frac {px}{a^{2}}}+{\frac {qy}{b^{2}}}=1} de vergelijking van de poollijn van {\displaystyle P} bij de ellips.
- Ligt {\displaystyle P} op de ellips, dan is {\displaystyle {\frac {px}{a^{2}}}+{\frac {qy}{b^{2}}}=1} de vergelijking van de raaklijn in {\displaystyle P} aan de ellips.
- Ligt {\displaystyle P} binnen de ellips, dan is – in dit geval per definitie – de lijn {\displaystyle R_{1}R_{2}} ook de poollijn van {\displaystyle P}.

Bovenstaande redenering kan analoog worden toegepast voor het afleiden van de vergelijking van de poollijn van een punt {\displaystyle P=(p,q)} bij een cirkel (vergelijking: {\displaystyle x^{2}+y^{2}=R^{2}}), parabool (vergelijking: {\displaystyle y^{2}=2ax}) en hyperbool (vergelijking: {\displaystyle {\frac {x^{2}}{a^{2}}}-{\frac {y^{2}}{b^{2}}}=1}). Dit leidt dan tot de volgende vergelijkingen van de pool- c.q. raaklijnen:
{\displaystyle px+qy=R^{2},\,qy=a(x+p),\,{\frac {px}{a^{2}}}-{\frac {qy}{b^{2}}}=1}